# Jules Levy
Jules Levy, född 24 april 1838 i London, död 28 november 1903 i Chicago, var en brittisk kornettist, huvudsakligen verksam i USA. Under sin storhetstid på 1870- och 1880-talen tillmättes Levy epitetet världens främste kornettist.

## Biografi
Levy var son till en judisk handelsman i Whitechapel i East End. Familjen var musikalisk och en av bröderna blev sedermera orkesterledare i Dublin. I avsaknad av ett helt instrument, fick Levy som barn öva att spela kornett med bara ett munstycke tills han som sjuttonåring kunde köpa en begagnad kornett. Om Levys musikaliska utbildning är föga känt; han studerade för kompositören Alfred Mellon och skulle enligt vissa källor varit elev till ofikleidspelaren A. E. Hughes i London. Emellertid upptogs han som artonåring i Grenadjärgardets band och spelade 1860 vid promenadkonserter på Royal Opera House. Därutöver hade han engagemang vid Princess's Theatre och Kristallpalatsets orkester.
1864 lämnade han Storbritannien för att konsertera i Europa med Paris som första anhalt och besökte USA första gången 1866. Samma år återvände han till England och turnerade med Alfred Mellon. 1868 anslöt han sig till Euphrosyne Parepa-Rosas och Carl Rosas operasällskap och medföljde på dess Amerikaresa. Gruppen splittrades dock, då Levy sommaren 1869 övergick till Theodore Thomas orkester i New York. För den för tiden oerhörda årslönen på 10 000 dollar, blev Levy 1871 medlem i överste James Fisks regementsorkester.
I tjugo månader mellan 1872 och 1874 uppehöll sig Levy i Ryssland på inbjudan av storhertigen Aleksej Aleksandrovitj, son till tsar Alexander II. Levy avböjde dock erbjudande om tjänst som överkapellmästare för ryska armén, och begav sig i stället till USA för att 1876 bli medlem i Patrick Gilmores orkester. Gilmore utnämnde honom till världens främste kornettist och Levy fick publikt duellera mot en annan känd utövare av instrumentet, Matthew Arbuckle. Efter ett kort besök i London 1876 fick han engagemang på New York Hippodrome och gjorde 1877–1878 turnéer till Australien och Nya Zeeland. Under flera somrar uppträdde han som solist för George Paolettis orkester i New Orleans, men på 1890-talet började hans stil bli omodern.
Ännu efter att han blev amerikansk medborgare gjorde han 16 utlandsturnéer och uppträdde därvid för dignitärer som Napoleon III, drottning Viktoria och Nikolaj II. Han flyttade till Elkhart, Indiana, och började 1883 marknadsföra kornetter för C.G. Conn. En tjänst som lärare vid Conn Conservatory of Music avslutades efter interna konflikter och under slutet av sin levnad arbetade Levy för Lyon & Healy Band Instrument Company i Chicago. Redan 1878 gjorde han experimentella inspelningar för Edison Records och efter karriärens slut spelade han in 23 titlar för Victor och 15 för Columbia, men dessa anses inte spegla hans forna talang. Levy komponerade en smärre mängd musikstycken för eget bruk – hans signaturmelodi var Whirlwind Polka – och 1895 utgav han handboken Levy's Cornet Instructor. En av hans elever var den bemärkte orkesterledaren Edwin Franko Goldman.
Som musiker var Levy uthållig, kunde med oförminskad styrka byta register medan han spelade, och var känd för sin triple tonguing-teknik. Till sin personlighet var han temperamentsfull och svår att samarbeta med, men uppvisade stor generositet mot fattiga. Kändisskapet gjorde honom fåfäng och han beskrev sig själv i överdrivet positiva ordalag. Beteendet föranledde dispyter med kolleger och orsakade att samarbetet med Gilmore upphörde.
Han gifte sig för andra gången 1883 med den belgiska musikläraren Stella Corbett, med vilken han fick två barn. Sonen Jules Levy, Jr. blev framstående kornettist och familjen gav föreställningar tillsammans ännu efter Levys bortgång.